# Cases de Ferran
Les Cases de Ferran és un petit nucli del municipi d'Olèrdola (Alt Penedès) protegit com a bé cultural d'interès local.
Es tracta d'un petit nucli de masies de planta basilical, situat a la part nord de Sant Pere Molanta, al barri de Ferran. Hi ha també dependències agrícoles. El conjunt es troba envoltat de pins. En una de les masies hi ha la data del 1727 a la porta principal.